# Colibri de Lafresnaye
Lafresnaya lafresnayi
Genre
Espèce
Répartition géographique
Statut de conservation UICN

 LC  : Préoccupation mineure
Statut CITES
Le Colibri de Lafresnaye (Lafresnaya lafresnayi) est une espèce d'oiseaux de la famille (biologie) des Trochilidae. Son nom commémore le naturaliste français Frédéric de Lafresnaye (1783-1861).

## Répartition

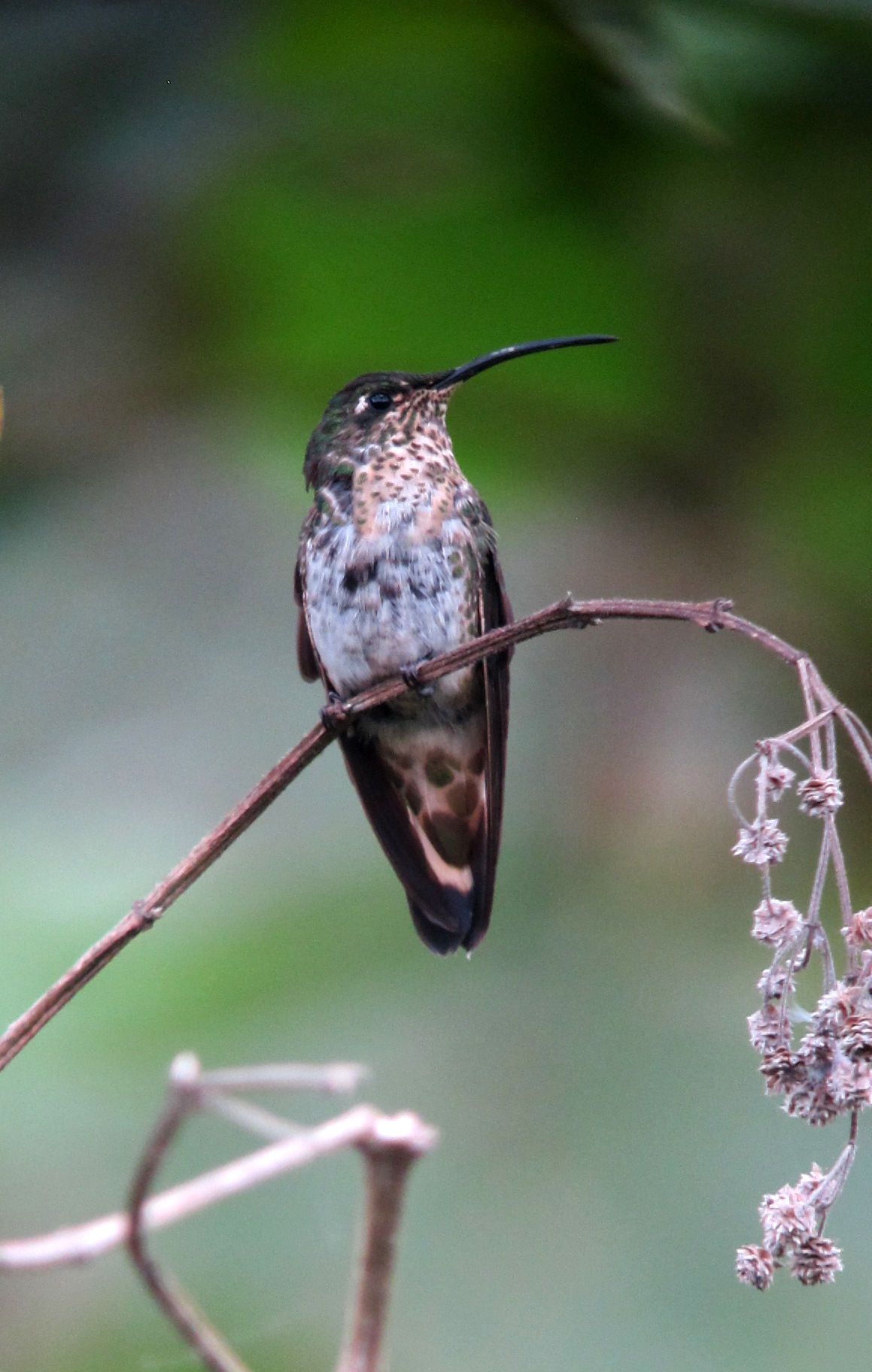
Une femelle.

Cet oiseau est réparti à travers les Andes boréales.

## Habitat
Ses habitats sont les forêts humides subtropicales ou tropicales de montagne.

## Nourriture
Les femelles se nourrissent uniquement du nectar de quatre genres de fleurs à corolles allongées : Castilleja, Symbolanthus, Pantedenia et Siphocampylus, ces trois dernières n'étant pollinisées par aucune autre espèce de colibri. Les mâles se nourrissent principalement des inflorescences des plantes Palicourea et parfois des petits spécimens de Castilleja.

## Sous-espèces
Selon la classification de référence du Congrès ornithologique international (14.2, 2024) :
- Lafresnaya lafresnayi liriope Bangs, 1910 — Sierra Nevada de Santa Marta ;
- Lafresnaya lafresnayi longirostris Schuchmann, Weller & Wulfmeyer, 2003 — centre/ouest de la Colombie ;
- Lafresnaya lafresnayi greenewalti W.H. Phelps &  W.H. Phelps Jr, 1961 — sud-est du lac Maracaibo ;
- Lafresnaya lafresnayi lafresnayi (Boissonneau, 1840) — est de la Colombie et sud-ouest du lac Maracaibo ;
- Lafresnaya lafresnayi saul (Delattre & Bourcier, 1846) — du sud-ouest de la Colombie au nord du Pérou ;
- Lafresnaya lafresnayi orestes Zimmer, 1951 — nord du Pérou ;
- Lafresnaya lafresnayi rectirostris Berlepsch & Sztolcman, 1902 — centre du Pérou.